# 千官镇
千官镇，是中华人民共和国广东省云浮市郁南县下辖的一个乡镇级行政单位。
有很多小村，例如榃葛，大彎，双龍，大針

## 行政区划
千官镇下辖以下地区：
千官社区、大全社区、双龙村、清二村、斯富村、连塘村、水美村、均荣村、石大村、朗济村、古罗村、云霄村、上水村、金版村、千官村、云额村、大全村、葵旺村、旺玖村、联平村和登心村。